# Нава (архітектура)
На́ва, також неф (фр. nef, від лат. navis — «корабель», грец. ναός) — поздовжня або поперечна частина простору монументальної споруди, що розташована між рядами колон, стовпів, арок або між зовнішньою стіною та поздовжньою колонадою або аркадою.
Цей термін найчастіше застосовують щодо палаців, різноманітних будинків культури, підземних споруд (зокрема, метрополітену), церков, вокзалів (особливо найперших) та на великих станціях тощо.
Образно на неф кажуть також «корабель».

## Елемент транспортної архітектури
Нави існують на багатьох станціях метрополітенів, між кріпленнями конкорсів приміських вокзалів, у підземних електродепо України й світу. Поширені на старих станціях і на великих залізничних станціях та станціях метрополітену, де потрібен розподіл потоків пасажирів до поїздів та електропоїздів різних напрямків і терміналів.

## Елемент церковної архітектури
Подібно до метрополітену, будують так і християнські церковні приміщення. У базилікальному храмі середня нава (ораторіум), яка значно ширша і вища за бічні, називається головною. Поділ інтер'єру на нави рядами опор виник у давньогрецьких храмах. У давньоримській архітектурі з ряду паралельних нефів утворювалися інтер'єри громадських будівель — базилік. У IV сторіччі тип базиліки був запозичений для християнських храмів, і нава стала розповсюдженим елементом християнської архітектури. На нави поділяється як внутрішній простір середньовічних католицьких храмів-базилік Західної Європи, так і інтер'єри багатьох хрестово-банних храмів, більш притаманних архітектурі християнських країн східного обряду, зокрема, Візантії.